# گئورگ وارطانیان (عکاس)
گئورگ گریگوری وارطانیان (ارمنی: Գևորգ Գրիգորի Վարդանյան؛ زاده ۱۵ مهٔ ۱۹۲۳ - درگذشته ۵ اوت ۲۰۰۲) نقاش اهل ارمنستان بود.

## زندگی‌نامه
وی در ۱۵ مهٔ ۱۹۲۳ در ایروان در به دنیا آمد و از کالج دولتی هنرهای زیبای پانوس ترلمزیان (۱۹۴۱) و انستیتو دولتی هنری و نمایشی ایروان (۱۹۵۰) فارغ‌التحصیل گشت. عضو اتحادیه نقاشان ارمنستان بود. وی همچنین برنده جوایزی همچون نقاش شایسته ارمنستان شوروی شد. وی در ۵ اوت ۲۰۰۲ در سن ۷۹ سالگی در ایروان درگذشت.